# 河野純喜
河野 純喜（こうの じゅんき、1998年〈平成10年〉1月20日 - ）は、日本のアイドル。男性アイドルグループ・JO1のメンバー。奈良県出身。同志社大学卒業。LAPONEエンタテインメント所属。身長175.1cm、血液型はO型。

## 来歴
2018年、法隆寺FC（奈良県社会人サッカーリーグ1部）の所属選手として第25回全国クラブチームサッカー選手権大会関西予選で優勝し、全国大会に出場。
2019年9月26日から12月11日にかけてオーディション番組『PRODUCE 101 JAPAN』に出演。與那城奨、安藤誠明と共に3人組ユニット「シックスパックス」を結成。最終順位9位でデビューが決定した。第1話のレベル分けテストで歌のトレーナーから、3人（シックスパックス）は、｢メインボーカルを張れる｣と高評価を受けた。その影響からダンスも未経験であったが、Bクラス（上から2番目のクラス）となった。また再評価でもBクラスをキープした。
2020年3月4日、デビューシングル『PROTOSTAR』でデビュー。以降、JO1のメインボーカルを務めている。
2020年12月4日、アーティストが一発撮りのパフォーマンスを披露するYouTubeチャンネル「THE FIRST TAKE」にソロで出演。動画内でデビュー曲「無限大（INFINITY）」のスペシャルアレンジを披露した。動画公開後、TwitterのトレンドやYouTubeの急上昇にもランクインするなど大きな反響を呼んだ。12月16日、YouTubeチャンネル「THE FIRST TAKE」に再び出演。コロナウイルスの影響で今は直接会えないファンにも"声"が届くよう想いを込めて「Voice（君の声）」を披露した。
2021年1月13日、昨年12月にYouTubeチャンネル「THE FIRST TAKE」で公開した「無限大 - From THE FIRST TAKE」と「Voice（君の声） - From THE FIRST TAKE」の2曲の音源が各音楽ストリーミングサービスおよびダウンロードサービスにて配信された。
2022年5月30日、澤野弘之による音楽プロジェクト、SawanoHiroyuki[nZk] 11th Single「OUTSIDERS」 表題曲『「OUTSIDERS」河野純喜&與那城奨』で、ゲストボーカルとして参加、CDリリース。
2024年6月25日、カンテレ・フジテレビ系「あの子の子ども」で、連続ドラマ初出演。

## 人物
- メンバーカラーは、ライトブルー[12][13]。好きな色が昔から水色であり、JO1での自身のメンバーカラーにも反映された。
- オーディション時代のキャッチフレーズは、「明るい未来は純喜の笑顔と歌声から」[14]。
- 趣味は、筋トレ、ランニング、旅、将棋[15]。
- 特技は、英語(日常会話)、サッカー[16] [15]。
- 好きな音楽のジャンルは、R&B[17]。
- 両親と2歳上の兄がいる。
- 幼少期はサッカー選手になりたいという夢も持っていたこともあったが、一方で歌手になりたいという夢は小さい頃からずっと心の根底に持ち続けていた[18]。
- 学生時代は 数学や化学が得意で高校入学後は理系クラスに進み、一時は得意を生かせる研究職を目指していたが、次第に人と関わる仕事やグローバルな分野に興味を持ちはじめ英語を頑張りたいと思うようになり、高校3年生の時に思い切って文転したとのこと。文転後は模試も厳しい判定だったが勉強量を増やし、大学も文系を選択している。大学時代は人と関わることを軸に考え英語の語学留学でフィリピン留学に参加しており、様々な価値観を持つ人達と出会い、多様な生き方が出来ると気づいたという[19] [20]。
- 一方で長年の夢で一番仕事にしたかった芸能界、歌手を目指し、学生生活と平行して歌を自己流で歌いながらオーディションを受け続けていた。しかし上手く行かずに、心残りがあるなかで就職活動をスタートさせたという[21][より良い情報源が必要]。大学4年生の時には既に大手企業の内定をもらっている状態であったが、同時期にPRODUCE 101 JAPANのオーディション開催を知る。その年(大学4年時)の就職活動は6月1日に一斉スタート、前日の5月31日がPRODUCE 101 JAPANの応募締め切りであった。素直に自分に向き直った時、企業に就職する以外の道で人と関わる仕事を実現したい、昔からの夢を追いたい[22][より良い情報源が必要] と強く思い、就活の準備の合間を縫って課題曲を練習し、締切日の5月31日にPRODUCE 101 JAPANに応募[23]。ダンスも歌も習ったことは無く未経験だったが書類審査合格後に自主練習に取り組み、企業の内定を辞退してPRODUCE 101 JAPANのオーディションに参加した[24]。
- PRODUCE 101 JAPANのオーディションのことは両親に言わずに参加しており、知られた時には両親から大反対を受け止められたが、オーディションが進むにつれ次第に理解を得て応援してもらえるようになったとのことである[25] [26][より良い情報源が必要]。
- 小学1年生からサッカーを初め大学まで続けた。サッカー歴は14年。ポジションはMF。

## ディスコグラフィ

### デジタル配信
| リリース日    | タイトル                              | 最高位 (DlSongs) | 備考                                |
| ------------- | ------------------------------------- | ---------------- | ----------------------------------- |
| 2021年1月13日 | 無限大 - From THE FIRST TAKE          | 79               | ソロ出演                            |
| 2021年1月13日 | Voice（君の声） - From THE FIRST TAKE | 73               | 〃                                  |
| 2025年6月18日 | Singing in the rain                   | -                | JO1のYouTube企画「PLANJ」公開楽曲。 |

### CDシングル
| リリース日    | タイトル                                                             | 備考                                                                 |
| ------------- | -------------------------------------------------------------------- | -------------------------------------------------------------------- |
| 2022年5月25日 | SawanoHiroyuki[nZk] 11th Single「OUTSIDERS」河野純喜&與那城奨（JO1） | 澤野弘之による音楽プロジェクト。 表題曲「OUTSIDERS」ゲストボーカル。 |

### 参加楽曲
| リリース日     | タイトル                               | 備考                                                                              |
| -------------- | -------------------------------------- | --------------------------------------------------------------------------------- |
| 2019年9月3日   | ツカメ〜It's Coming〜                  | 番組テーマ曲。『ツカメ〜It's Coming〜』に収録                                     |
| 2019年11月28日 | DOMINO                                 | コンセプト課題曲。『PRODUCE 101 JAPAN - 35 Boys 5 Concepts』に収録。              |
| 2019年12月12日 | GrandMaster                            | デビュー評価課題曲および最終バラード課題曲。『PRODUCE 101 JAPAN - FINAL』に収録。 |
| 2019年12月12日 | さよなら青春（PRODUCE 101 JAPAN ver.） | デビュー評価課題曲および最終バラード課題曲。『PRODUCE 101 JAPAN - FINAL』に収録。 |

| リリース日    | タイトル               | 備考 |
| ------------- | ---------------------- | --- |
| 2025年4月23日 | 夢見ごこちなプリンセス | 吉柳咲良とのデュエット曲で、映画『白雪姫』劇中歌。「『白雪姫』オリジナル・サウンドトラック 日本語版」に収録。 |
| 2025年4月23日 | 二人ならきっと         | 吉柳咲良とのデュエット曲で、映画『白雪姫』劇中歌。「『白雪姫』オリジナル・サウンドトラック 日本語版」に収録。 |

## 作詞
- JO1「Touch!」- Jinli(Full8loom)と共同作詞。2ndアルバム『KIZUNA』に収録[29]。
- JO1「NEWSmile」- 木全翔也、金城碧海、與那城奨、大平祥生と共同作詞。2024年7月3日にデジタルシングルリリース。
- JO1+INI+DXTEEN「LOVE ALL STAR」- 金城碧海、髙塚大夢(INI)、寺尾香信、平本健(DXTEEN)と共同作詞。
- JO1 「Lemon Candy」- 小久保祐希、YHEL、ジョン・ヨンファと共同作詞。8thシングル『HITCHHIKER』に収録。
- 河野純喜「Singing in the rain」- 作詞。JO1のYouTube企画「PLANJ」で公開されたソロ楽曲[30]。
- JO1「Be brave!」- 金城碧海と共同作詞[31]。映画「BADBOYS」主題歌。

## 出演

### テレビ番組
- PRODUCE 101 JAPAN（2019年9月26日 - 12月12日、TBS系列、GYAO!）[5]
- ハングルッ!ナビ（2022年4月7日 - 2023年3月23日、NHK Eテレ）- 生徒 役[32][33]
- 火曜NEXT!『ケーススタディ～禁断の恋愛実験～』（2023年8月29日・9月5日、フジテレビ）- MC [34]
- ラヴィット!（2024年4月11日 -2024年6月27日 、TBSテレビ）- 木曜「ラヴィット!ファミリー」[35]

### テレビドラマ
- あの子の子ども（2024年6月25日 - 9月17日、関西テレビ・フジテレビ） - 飯田智宏 役[36]

### 映画
- 白雪姫（2025年3月20日公開） - ジョナサン 役（アンドリュー・バーナップ）実写映画 日本版吹き替え声優[37]

### 配信
- カラフル〜笑いの力で77億再生〜（2020年9月11日配信開始、Amazon Prime Video）- 全10回[38]
- THE FIRST TAKE（2020年12月4日・17日、YouTube）- No.74、77[9][10]。ソロ出演
- ショート・プログラム「途中下車」（2022年3月1日より順次配信、Amazon Prime Video）- 松村渡 役[39]
- SawanoHiroyuki[nZk] 11th Single「OUTSIDERS」 表題曲「OUTSIDERS」- ミュージックビデオ（2022年4月10日YouTube）
- THE FIRST TAKE（2022年5月30日・17日、YouTube）※川尻蓮、川西拓実、河野純喜、金城碧海、與那城奨での出演